# أندريا والاس
أندريا والاس (بالإنجليزية: Andrea Wallace)‏ هي عداءة مراثونية بريطانية، ولدت في 22 نوفمبر 1966.

## وصلات خارجية
- أندريا والاس على موقع الاتحاد الدولي لألعاب القوى (الإنجليزية)
- أندريا والاس على موقع أوليمبيديا (الإنجليزية)